# アンチレバノン山脈
アンチレバノン山脈（Anti Lebanon Mountains）アラビア語でレバノン東部山脈（Jibal lubnan esh-Sharqiya）は、レバノンとシリアの国境となっている山脈である。最高峰は南部にあるシャイフ山（アラビア語: جبل الشيخ - Jabal esh Sheikh, 英語: Mt. Hermon - ヘルモン山）の2,814mである。